# Брайко, Юрий
Юрий Брайко (эст. Juri Braiko; 11 сентября 1958, Беслан, Северо-Осетинская АССР — 20 октября 2003, Таллин) — советский и эстонский футболист, полузащитник.

## Биография
В советский период большую часть карьеры выступал в чемпионате Эстонской ССР среди коллективов физкультуры за «Эхитайа»/«Химик» из Кохтла-Ярве. В соревнованиях мастеров провёл один сезон — в 1984 году выступал во второй лиге за таллинский ШВСМ. В 1990 году играл в четвёртом дивизионе Финляндии за «Оутокуммун Палло».
После распада СССР продолжил играть за «Кеэмик» в высшей лиге Эстонии. В сезоне 1992/93 занял шестое место среди бомбардиров чемпионата с 13 голами. Летом 1993 года перешёл в «Ээсти Пылевкиви» (Йыхви) и выступал за него в течение семи сезонов до расформирования клуба, сыграв более 100 матчей. В сезоне 1995/96 стал финалистом Кубка Эстонии. В сезоне 1993/94 — лучший бомбардир клуба и пятый бомбардир чемпионата (10 голов), в сезоне 1994/95 стал седьмым в споре снайперов (8 голов).
В октябре 2000 года в 42-летнем возрасте провёл свои последние матчи в высшем дивизионе, сыграв две игры за аутсайдера чемпионата «Лоотус» (Кохтла-Ярве). В последние годы выступал за «Тамме Ауто» (Кивиыли) в третьей лиге.
Всего в высшем дивизионе Эстонии сыграл 146 матчей и забил 43 гола. Также сыграл 18 матчей (2 гола) в переходных турнирах между высшей и первой лигами.
Скончался в 2003 году в 45-летнем возрасте в больнице г. Таллина.

## Достижения
- Финалист Кубка Эстонии: 1995/96